# Erik Kellberg
Erik Martin Kellberg, född 1 september 1883 i Kungsholms församling, Stockholm, död 1 juni 1960 i Lidingö, var en svensk ämbetsman. Han var far till Love Kellberg och Brite-Louise Kellberg-Nordström.
Kellberg avlade juris utriusque kandidatexamen vid Uppsala universitet 1907. Han blev assessor i Svea hovrätt 1916 och hovrättsråd 1922. Kellberg var ledamot i jordabalkskommissionen 1920–1921, blev 1922 ordinarie expeditionschef i Jordbruksdepartementet och 1924 statssekreterare i Justitiedepartementet. Han var regeringsråd 1929–1950. Kellberg blev riddare av Nordstjärneorden 1922, kommendör av första klassen av samma orden 1928 och kommendör med stora korset 1938.